# 알렉스 니식
앨릭스 네식(Alex Nesic, 1976년 4월 17일 ~ )은 미국의 배우이다.
샌타바버라에서 태어났다.

## 출연 작품

### 영화
- The Groomsmen (2001)
- 엽기 캠퍼스 (2002)
- Say it in Russian (2007)
- Drifter (2007)
- Final Sale (2011)

### 텔레비전
- Sleeper Cell (2005)